# Helmut T. Heinrich
Helmut Theodor Heinrich (* 19. August 1933 in Flatow, Pommern, Westpreußen, heute Złotów, Polen; † 16. November 2017 in Veltheim am Fallstein) war ein deutscher Schriftsteller und Übersetzer.

## Leben
Helmut T. Heinrich wurde 1933 im damals zu Deutschland gehörenden Flatow, das seit 1945 polnisch ist und Złotów heißt, als Sohn eines Angestellten und einer Hausfrau geboren. Schon 1936 erfolgte der Umzug nach Erfurt, wo das Wohnhaus der Familie am Ende des Zweiten Weltkriegs ausgebombt wurde. Sie blieb in der Stadt, in der Helmut T. Heinrich dann seine Schulausbildung bis zum Abitur 1952 abschloss.
Heinrich spielte mit 14 Jahren Geige und beabsichtigte, ein Studium dieses Instruments sowie der Komposition zu beginnen. Durch seine vier Jahre ältere Schwester, die als Bibliothekarin arbeitete, kam er in Kontakt zur Bücherwelt und lernte Hölderlin, Hesse, Thomas Mann und Dostojewski lieben. Nach eigener schreibender Betätigung rückte das Musikstudium in den Hintergrund, und er belegte die Fächer Anglistik/Amerikanistik und Germanistik an der Humboldt-Universität zu Berlin. Die Studienzeit währte von 1953 bis 1958. Insbesondere die Beschäftigung mit Walt Whitman inspirierte ihn zum Nachdichten.
Vier Jahre, von 1958 bis 1962, wirkte er als Sprachdozent an der Hochschule für Planökonomie in Berlin-Karlshorst. Danach war er freiberuflicher Übersetzer und Schriftsteller. Er fertigte Übersetzungen aus dem Russischen, Französischen und Englischen an. Sein Spezialgebiet war die – wie es im DDR-Jargon hieß – „progressive amerikanische Lyrik“. Er legte beispielsweise 1964 unter dem Titel Das Volk, jawohl! im Aufbau-Verlag eine Nachdichtung von Carl Sandburg vor und 1969 im Verlag Volk und Welt Eines Wortes Wirbelwind, Nachdichtungen von Walter Lowenfels. Für ihn bestand eine adäquate Wiedergabe des Ausgangstextes nicht in einer Formalübersetzung, also einer philologisch getreuen Übertragung in die Zielsprache, sondern in der Bewahrung des Geistes und der Atmosphäre der Vorlage, wozu eine hervorragende Sprachkenntnis Grundvoraussetzung ist.
Seiner musikalischen Vorbildung verdankte er sein Gespür für die verborgenen Wechselbeziehungen von Musik und Sprache. So entging ihm auch nicht der Dichter und Komponist E. T. A. Hoffmann, der in seine Literatur musikalische Aspekte einwebte. Heinrich ließ in seiner Erzählung Der letzte Tag des E. T. A. Hoffmann den im Sterben liegenden Hoffmann noch einmal mit seinen musikverbundenen Figuren wie dem „Geigenzerleger“ Rat Krespel (Heinrich verwendete die Schreibweise des historischen Vorbildes „Crespel“) in Visionen zusammentreffen.
Heinrich lebte in den 1970er Jahren in Bollersdorf im Kreis Strausberg. 1980 siedelte er in die BRD über. Seine letzten Lebensjahre verbrachte er in Veltheim am Fallstein in Sachsen-Anhalt.

## Selbstbeschreibung
„Als Autor von auch historischer Belletristik interessiert mich mehr noch als die bloße Soziologie der Figuren die Widerspiegelung der Soziologie im Psychologischen.“

## Werke

### Eigene Werke
- Hölderlin auf dem Wege von Nordeaux. Erzählungen (= Edition Neue Texte). Aufbau-Verlag, Berlin/Weimar 1971 (wieder aufgelegt bei: Fouqué-Literaturverlag, Egelsbach 1998, ISBN 3-8267-4271-0).
- (als René Malaise:) Der Sonnenstaat. Roman einer Utopie. Edition Ost-West Renaissance, München 1988, ISBN 3-926606-14-2.
- Fichte und ich. Selbstverlag, Veltheim bei Halberstadt 2001, ISBN 3-8311-1837-X.
- Schelling. Die Verheißung des Glücks oder Fragmente einer sinnlichen Religion. Ein nicht vergeblicher Roman. Selbstverlag, Veltheim bei Halberstadt 2003, ISBN 3-8330-0304-9.

### Nachdichtungen
- Carl Sandberg: Das Volk, jawohl! Aus dem Amerikanischen übersetzt von Helmut [T.] Heinrich. Aufbau-Verlag, Berlin/Weimar 1964.
- Walter Lowenfels: Eines Wortes Wirbelwind. Gedichte. Herausgegeben, aus dem Amerikanischen übertragen und mit einer Nachbemerkung versehen von Helmut [T.] Heinrich. Verlag Volk und Welt, Berlin 1969.
- Robert Burns: Gedichte und Lieder. Mit einem Notenanhang. Herausgegeben von John B. Mitchell. Aus dem Schottischen nachgedichtet von Helmut T. Heinrich. Aufbau-Verlag, Berlin/Weimar 1974.
- John Reed: Stationen meines Lebens. Eine Anthologie. Herausgegeben von Horst Ihde. Aus dem Amerikanischen übersetzt von Ernst Adler. Nachdichtungen von Helmut T. Heinrich. Dietz, Berlin 1977.

### Übersetzungen (Auswahl)
- Lew Rubinstein: Ein Pfad durch die Wildnis. Das erstaunliche Leben des Holzfällers, Flössers, Ladengehilfen, Postmeisters, Advokaten und Präsidenten der Vereinigten Staaten von Amerika, Abraham Lincoln (= Abenteuer rund um die Welt). Übersetzt aus dem Russischen von Helmut T. Heinrich. Illustrationen von Manfred Butzmann. Kinderbuchverlag, Berlin 1974.
- Oliver Goldsmith: Der Weltbürger. Briefe eines in London weilenden chinesischen Philosophen an seine Freunde im Fernen Osten. Aus dem Englischen übersetzt von Helmut T. Heinrich. Mit einem Nachwort von Friedemann Berger. Gustav Kiepenheuer Verlag, Leipzig/Weimar 1977 (wieder aufgelegt bei: Beck, München 1986, ISBN 3-406-30633-0).
- Sinclair Lewis: Babbitt (= Bibliothek der Weltliteratur). Aus dem Amerikanischen übersetzt von Helmut T. Hinrich. Mit einem Nachwort von Eberhard Brüning. Aufbau-Verlag, Berlin 1978.
- Wladimir Alexandrowitsch Sollogub: Tarantas. Reiseeindrücke. Kiepenheuer, Leipzig/Weimar 1979.
- Tahar Ben Jelloun: Die Mandelbäume sind verblutet. Prosa und Lyrik (= Edition Neue Texte). Aufbau Verlag, Berlin/Weimar 1979 (wieder aufgelegt bei: Kinzelbach, Mainz 1996, ISBN 3-927069-32-9).
- Paule Marshall: Erwählter Ort, zeitloses Volk. Roman. Aufbau Verlag, Berlin/Weimar 1981.
- Der Zauberbrunnen. Märchen und Geschichten aus Afghanistan. Aus der Sammlung von Konstantin A. Lebedev. Aus dem Russischen übertragen von Helmut T. Heinrich. Herausgegeben und mit einem Nachwort versehen von Manfred Lorenz. Kiepenheuer, Leipzig/Weimar 1985.